# Distretto di Karcag
Il distretto di Karcag (in ungherese Karcagi járás) è un distretto dell'Ungheria, situato nella provincia di Jász-Nagykun-Szolnok.